# Lijst van voetbalinterlands Griekenland - Rusland
Deze lijst van voetbalinterlands is een overzicht van alle officiële voetbalwedstrijden tussen de nationale teams van Griekenland en Rusland. De landen speelden tot op heden elf keer tegen elkaar. Het eerste duel, een kwalificatiewedstrijd voor het Wereldkampioenschap voetbal 1994, werd gespeeld in Moskou op 23 mei 1993. De laatste ontmoeting, een groepswedstrijd tijdens het Europees kampioenschap voetbal 2012, vond plaats op 16 juni 2012 in Warschau (Polen).

## Wedstrijden
| №  | Plaats       | Datum            | Competitie           | Wedstrijd             | Uitslag |
| -- | ------------ | ---------------- | -------------------- | --------------------- | ------- |
| 1  | Moskou       | 23 mei 1993      | WK 1994 kwalificatie | Rusland – Griekenland | 1 – 1   |
| 2  | Athene       | 17 november 1993 | WK 1994 kwalificatie | Griekenland – Rusland | 1 – 0   |
| 3  | Thessaloniki | 26 april 1995    | EK 1996 kwalificatie | Griekenland – Rusland | 0 – 3   |
| 4  | Moskou       | 11 oktober 1995  | EK 1996 kwalificatie | Rusland – Griekenland | 2 – 1   |
| 5  | Athene       | 18 februari 1998 | Vriendschappelijk    | Griekenland – Rusland | 1 – 1   |
| 6  | Iraklion     | 28 februari 2001 | Vriendschappelijk    | Griekenland – Rusland | 3 – 3   |
| 7  | Moskou       | 15 augustus 2001 | Vriendschappelijk    | Rusland – Griekenland | 0 – 0   |
| 8  | Faro         | 20 juni 2004     | EK 2004              | Rusland – Griekenland | 2 – 1   |
| 9  | Salzburg     | 14 juni 2008     | EK 2008              | Griekenland – Rusland | 0 – 1   |
| 10 | Piraeus      | 11 november 2011 | Vriendschappelijk    | Griekenland – Rusland | 1 – 1   |
| 11 | Warschau     | 16 juni 2012     | EK 2012              | Griekenland – Rusland | 1 – 0   |

## Samenvatting
| Competitie        | Totaal gespeeld | Winst Griekenland | Gelijk | Winst Rusland | Doelsaldo Griekenland – Rusland |
| ----------------- | --------------- | ----------------- | ------ | ------------- | ------------------------------- |
| WK-kwalificatie   | 2               | 1                 | 1      | 0             | 2 − 1                           |
| EK-eindronde      | 3               | 1                 | 0      | 2             | 2 − 3                           |
| EK-kwalificatie   | 2               | 0                 | 0      | 2             | 1 − 5                           |
| Vriendschappelijk | 4               | 0                 | 4      | 0             | 5 − 5                           |
| Totaal            | 11              | 2                 | 5      | 4             | 10 − 14                         |

## Details

### Eerste ontmoeting
| Rusland                      | 1 – 1 | Griekenland           |
| Igor Dobrovolskiy 70' (pen.) | goals | 44' Tasos Mitropoulos |

### Tweede ontmoeting
| Griekenland       | 1 – 0 | Rusland |
| Nikos Machlas 79' | goals |         |

### Derde ontmoeting
| Griekenland | 0 – 3 | Rusland                                                                       |
|             | goals | 35' Joeri Nikiforov 80' (e.d.) Theodoris Zagorakis 82' Vladimir Bestsjastnych |

### Vierde ontmoeting
| Rusland                                         | 2 – 1 | Griekenland            |
| Marinos Ouzounidis 38' (e.d.) Viktor Onopko 72' | goals | 65' Giotis Tsalouhidis |

### Vijfde ontmoeting
| Griekenland          | 1 – 1 | Rusland            |
| Kostas Franzeskos 9' | goals | 66' Igor Kolyvanov |

### Zesde ontmoeting
| Griekenland                                                             | 3 – 3 | Rusland                                                     |
| Angelos Charisteas 2' Angelos Charisteas 32' Angelos Basinas 90' (pen.) | goals | 34' Maksim Buznikin 48' Dmitri Chochlov 70' Maksim Buznikin |

### Zevende ontmoeting
| Rusland | 0 – 0 | Griekenland |
|         | goals |             |

### Negende ontmoeting
| Griekenland | 0 – 1        | Rusland |
| | goals        | 33' Konstantin Zyrjanov |
| Otto Rehhagel | bondscoach   | Guus Hiddink |
| Antonis Nikopolidis Giourkas Seitaridis 40' Christos Patsatzoglou Traianos Dellas Angelos Basinas Angelos Charisteas Vasilis Torosidis Sotirios Kyrgiakos Ioannis Amanatidis 80' Kostas Katsouranis Nikos Lyberopoulos 61' | opstellingen | Igor Akinfejev Sergej Ignasjevitsj Dmitri Torbinski Denis Kolodin Sergej Semak 70' Dinijar Biljaletdinov Konstantin Zyrjanov 87' Joeri Zjirkov Roman Pavljoetsjenko Igor Semsjov Aleksandr Anjoekov |
| Giorgios Karagounis 40' Theofanis Gekas 61' Stelios Giannakopoulos 80' | wissels      | 70' Ivan Sajenko 87' Vasili Berezoetski |
| Giorgios Karagounis 42' Nikos Lyberopoulos 58' | gele kaarten | 77' Ivan Sajenko 84' Dmitri Torbinski |

### Tiende ontmoeting
| Griekenland            | 1 – 1 | Rusland           |
| Kostas Katsouranis 60' | goals | 2' Roman Sjirokov |

### Elfde ontmoeting
| Griekenland | 1 – 0        | Rusland |
| Giorgos Karagounis 45+2' | goals        | |
| Fernando Santos | bondscoach   | Dick Advocaat |
| Michalis Sifakis Giorgos Tzavelas Kyriakos Papadopoulos Sokratis Papastathopoulos Vasilis Torosidis Ioannis Maniatis Kostas Katsouranis Georgios Samaras Giorgos Karagounis 67' Dimitrios Salpigidis 83' Theofanis Gekas 64' | opstellingen | Vjatsjeslav Malafejev Joeri Zjirkov Sergej Ignasjevitsj Aleksej Berezoetski 81' Aleksandr Anjoekov Igor Denisov 72' Denis Gloesjakov Roman Sjirokov Andrej Arsjavin 46' Aleksandr Kerzjakov Alan Dzagojev |
| José Holebas 64' Grigoris Makos 67' Sotiris Ninis 83' | wissels      | 46' Roman Pavljoetsjenko 72' Pavel Pogrebnjak 81' Marat Izmailov |
| Giorgos Karagounis 61' José Holebas 90+4' | gele kaarten | 65' Aleksej Berezoetski 69' Joeri Zjirkov 70' Alan Dzagojev 90+3' Pavel Pogrebnjak |